# Uğur Şahin
Uğur Şahin [uːɾ ʃaː.hin] (İskenderun, Törökország, 1965. szeptember 19. –)  török és német állampolgárságú onkológus, egyetemi oktató, orvos, és vállalkozó.

## Kezdeti évek
Uğur Şahin édesanyja Törökországból vándorolt ki a németországi Kölnbe, amikor Uğur Şahin négyéves volt. Apja a kölni Ford autógyárban dolgozott.

## Tanulmányok
Orvosi tanulmányait az Universität zu Kölnben végezte. 1992-ben a tumorsejtek immunterápiájáról szóló disszertációjával orvosi doktori címet szerzett. Şahin belgyógyász és onkológus orvos lett a kölni egyetemi kórházban, majd 1999-től a Saar-vidéki, homburgi  Universität des Saarlandes orvosaként dolgozott. 2001 óta Şahin a mainzi egyetemhez szerződött, 2006 óta a kísérleti onkológia professzora.
A homburgi kórházban ismerkedett meg Özlem Türecivel, akit 2002-ben vett feleségül.

## Életút
2001-ben Uğur Şahin és leendő házastársa megalapította a Ganymed Pharmaceuticals AG-t, egy rákellenes antitesteket kutató vállalatot. 2016-ban a japán Astellas Pharma Inc. felvásárolta a vállalatot.
2008-ban a Şahin házaspár megalapította a BioNTech gyógyszerfejlesztő céget Mainzban, amelynek azóta Uğur Şahin a vezetője.
Uğur Şahin volt az aki a Karikó Katalin által kifejlesztett mRNS-alapú technológiát alapul véve 2020 januárjában – állítólag egy hétvége alatt – megalkotta a Pfizer-BioNTech-Covid19-vakcinát. Felfedezésükért feleségével számos díjat nyertek el, Karikó Katalin mellett társdíjazottként is, melyekből számos megtalálható Karikó Katalin díjainak és kitüntetéseinek listáján.
2019-ben a vállalatukat bevezették az amerikai NASDAQ-ra. A cég részvényeinek értéke később, mire a vakcina piacra került, az egy évvel azelőttihez képest megháromszorozódott. 2021 januárjára éves szinten 35 dollárról 110 dollárra emelkedett BioNTech értékpapírjainak árfolyama, mely 2023 elején 140 dollár volt, tehát a papírok bevezetésétől fogva megnégyszereződött az részvényérték.
A BioNTech 2020 tavasza óta a Şahin vezetésével kutatja a mRNS-technológián alapuló Covid19-vakcina tökéletesítésének lehetőségeit.

## Család
A házaspárnak egy lánya van, Mainzban élnek.